# Pholeoaphodius kalungwensis
Pholeoaphodius kalungwensis är en skalbaggsart som beskrevs av Renaud Maurice Adrien Paulian 1954. Pholeoaphodius kalungwensis ingår i släktet Pholeoaphodius och familjen Aphodiidae. Inga underarter finns listade i Catalogue of Life.